# Kykladenidol

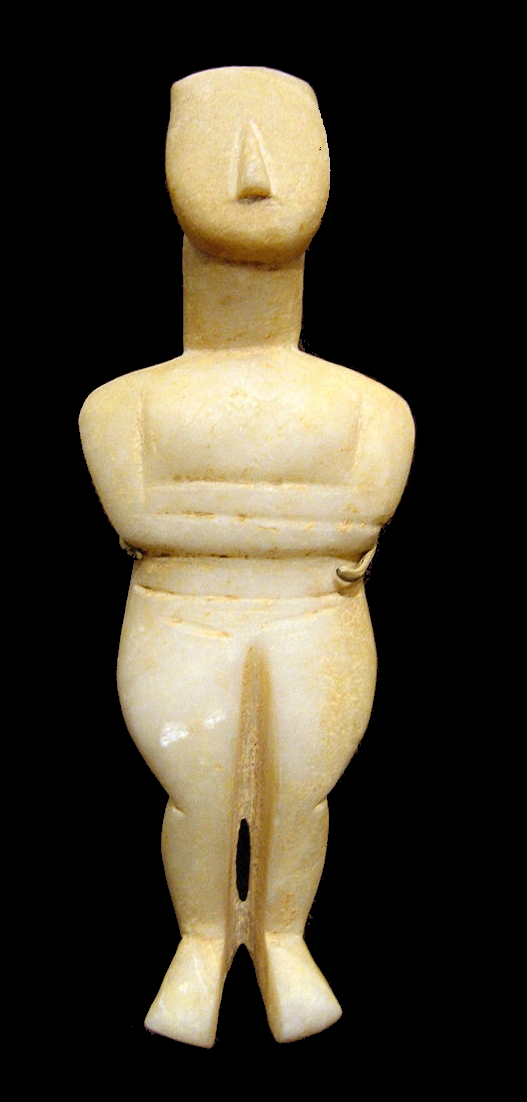
Kykladenidol, früher „Spedos-Typ“, Goulandris Museum Athen

Kykladenidole sind Figuren überwiegend aus Marmor, die aus der Jungsteinzeit und der frühen Bronzezeit stammen. Sie wurden vorwiegend auf der griechischen Inselgruppe der Kykladen gefunden und sind charakteristisch für die Kykladenkultur in der Zeit um 5000 v. Chr. bis 1600 v. Chr. Die ausgeprägtesten Formen werden dem 3. Jahrtausend v. Chr. zugerechnet. Die Herstellung von Kykladenidolen endet mit dem Umbruch zur Mittelkykladischen Zeit um 2000 v. Chr. Ein kausaler Zusammenhang mit der damaligen Einwanderung von Indo-Europäern in den griechischen Raum wird diskutiert. „Idol“ bezeichnet in der Vor- und Frühgeschichte alle abstrahierten Bildwerke, bei denen eine kultische Bedeutung anzunehmen ist.
Rund 230 Objekte werden im Goulandris-Museum für kykladische Kunst in Athen ausgestellt, eine umfangreiche Sammlung hat auch das Archäologische Museum in Iraklio auf Kreta. In Deutschland besitzt das Badische Landesmuseum in Karlsruhe eine bedeutende Sammlung. Kleinere Sammlungen befinden sich im Louvre, Paris, im Britischen Museum in London, dem J. Paul Getty Museum in Los Angeles und verschiedenen weiteren Museen und Privatsammlungen.

## Herkunft, Verwendung und Bedeutung
Das Material der Figuren ist weit überwiegend Marmor aus Paros und Naxos, sie wurden aber auf verschiedenen Inseln der Ägäis mit Schwerpunkt auf den Kykladen, auf dem attischen Festland und in Kleinasien gefunden, was auf kulturelle Beziehungen, gemeinsame Gebräuche und religiöse Überzeugungen im ganzen ägäischen Raum hindeutet, die weit über reinen Handel hinausgehen. Verschiedene mögliche Nutzungen werden diskutiert: Sie könnten Objekte eines zeremoniellen Tauschhandels gewesen sein, als kultischer Gegenstand benutzt, als Idol verehrt worden sein oder eine Rolle in Begräbnisriten gespielt haben. Aufwand der Herstellung, Seltenheit und nicht zuletzt der ästhetische Wert lassen vermuten, dass sie ein wertvoller persönlicher Besitz waren und nur vereinzelt ihrem Besitzer ins Grab beigegeben wurden. Eine definitive Antwort ist nicht möglich.

### Funde
Kykladenidole wurden in unterschiedlichen Situationen gefunden. Da sie meistens aus Raubgrabungen stammen und über den Kunsthandel verbreitet wurden, ist ihr archäologischer Kontext häufig verloren. Umso bedeutender sind die ungestörten Funde.
Lange Zeit galt der so genannte Keros-Hort als der bedeutendste Einzelfund an Kykladenidolen. In den frühen 1960er oder möglicherweise auch schon den 1950er Jahren wurde eine große Zahl von Bruchstücken und einige vollständigen Figuren von einem griechischen Kunsthändler mit Sitz in Paris erworben. Einige Teile tauchten in den frühen 1960er Jahren in Privatsammlungen, insbesondere der „Sammlung Erlenmeyer“ in der Schweiz auf, woraufhin 1963 Christos Doumas eine Rettungsgrabung am vermuteten Fundort durchführte und weitere Bruchstücke von Idolen sowie Keramiken fand. Bis 1968 waren die vollständigen Idole und ein wesentlicher Anteil der Bruchstücke an private Sammler verkauft, der Händler hielt jedoch noch eine große Zahl der Bruchstücke. Zu jenem Zeitpunkt erhielt die damalige Doktorandin der Archäologie Pat Getz-Preziosi erstmals ungehinderten Zugang zu dieser Sammlung, ihre Angaben über den Umfang und die Aussagen des Händlers zur Herkunft schwankten jedoch in der Folgezeit. Heute gelten ihre Angaben als gefestigt, danach stammen alle Figuren, die über den Pariser Händler in Privatsammlungen gelangten, aus einer Raubgrabung im so genannten Kavos-Feld auf der Süd-West-Seite der heute unbewohnten Insel Keros.
Systematische Begehungen im geplünderten Bereich 1966 und 1967 durch ein griechisch-britisches Team konnten eine außergewöhnlich große Anzahl von Artefakten sichern, architektonische Spuren konnten nicht nachgewiesen werden. Weitere Ausgrabungen fanden 1987/88 durch Colin Renfrew und Christos Doumas statt und 2006–2008 konnte Renfrew noch einmal eine große Grabung in Kavos und auf dem vorgelagerten Eiland Daskalio organisieren. Diese Grabung erbrachte den ersten ungestörten Depotfund der Kykladenkultur. Neben 25.000 Keramikscherben und knapp tausend Scherben von Marmorgefäßen wurden 367 eindeutig identifizierbare Fragmente von Kykladenidolen gefunden. Alle Artefakte wurden absichtlich zerbrochen, in Einzelfällen sogar zersägt. Da die Fragmente der Figuren bis auf zwei zusammenpassende Teile keine gemeinsamen Bruchkanten aufweisen und die Keramik aus dem Ton verschiedener Inseln besteht, ist anzunehmen, dass die Zerstörung auf den identifizierten Inseln Amorgos, Syros, Sifnos und Pano Koufonisi sowie möglicherweise weiteren noch unbekannten stattfand und Teile der Scherben für eine rituelle Deponierung nach Keros gebracht wurden. Rund 25 % der Fragmente der Kykladenidole konnten einem Typ zugeordnet werden, das Depot enthält demnach Figuren aus der mittleren und späten Keros-Syros-Kultur. Funde aus der vorhergehenden Grotta-Pelos-Kultur konnten nicht nachgewiesen werden.
Die weitaus meisten vollständig erhaltenen Kykladenidole sind Grabbeigaben. Sie wurden meist auf der Insel Naxos in Steinkisten-Gräbern der Grotta-Pelos-Kultur gefunden. Weitere Funde stammen aus der Keros-Syros-Kultur und westlichen Kykladeninseln wie Kea sowie dem Grabfeld von Plastiras im Norden der Insel Paros. Einzelfunde in anderem Kontext, wie in der Siedlung Agia Irini auf Kea, Phylakopi auf Melos, und insbesondere die Funde verschiedener Typen in der Stadt Akrotiri auf der Insel Santorin lassen jedoch vermuten, dass sie nicht speziell für Bestattungszwecke hergestellt wurden.

### Interpretation
Die üppigen Formen wurden von Jürgen Thimme als Hinweise auf ein Fruchtbarkeitssymbol interpretiert, die Haltung auf eine Gebärsituation. Die Verwendung als Grabbeigaben und die Hockstellung der Leichname in den damaligen Grabformen lässt demnach auf eine Religion des Kreislaufes schließen, die im Begräbnis eine Rückkehr in den Schoß einer Erd- und Muttergottheit sieht. Die verschränkten Arme würden dann auf eine Warte- und Abwehrphase hindeuten, in denen die Hochschwangere noch nicht loslassen und gebären kann. Eine Interpretation zieht eine Parallele zur Herakles-Sage, in der Alkmene den Helden erst gebären kann, als die bei ihr sitzende Eileithyia und die Moiren ihre verschränkten Arme lösen.
Thimmes Deutung wird von Christos Doumas widersprochen. Die Haltung mit den vor dem Körper verschränkten Armen wird von ihm vielmehr auf die Grenzen des Materials und der damaligen Bearbeitung zurückgeführt. Doumas stellt die Kykladenidole in den Kontext anderer figürlicher Grabbeigaben. Als mögliche Zwecke kommen in Frage ein Ersatz für Menschenopfer, die Abbildung geehrter Vorfahren, Führer der Seele des Verstorbenen ins Totenreich im Sinne eines Psychopompos, als Begleiter und Dienstleister des Verstorbenen in Anlehnung an Uschebti im Alten Ägypten sowie als Apotropaion, magischer Schutz vor Unheil. Im Ergebnis lehnt er einen Zweck speziell für die Zeit nach dem Tod ab, schließlich wurden in den weitaus meisten Gräbern keine Idole gefunden; es gibt auch keine einfacheren Ausführungen.
Aus der Darstellung nahezu ausschließlich weiblicher Formen und dem häufigen Auftreten schwangerer Figuren schließt Doumas auf religiöse Vorstellungen, die eine magische Anrufung der Göttin zum Schutz vor unerklärlichen Bedrohungen beinhalten. In Zeiten der Gefahr wird die Figur geschaffen und der Göttin geweiht. Frauen und insbesondere Schwangere sind in der archaischen Gesellschaft viel häufiger durch unerklärliche Gefahren bedroht, während die Risiken für Männer offensichtlicher sind, in keinem direkten Zusammenhang mit der Reproduktion stehen und daher keinen magischen Schutz benötigen. Zu Lebzeiten wird die Figur im Haushalt aufbewahrt und in Ritualen benutzt. Gelegentlich zerbricht eine Figur, wird repariert oder auch nicht. Beim Tod ist die Figur mit magischer Kraft aufgeladen und muss zum Schutz der Lebenden ins Grab, unter eine Steinplatte.
Die wenigen männlichen Figuren sind fast alle in besonderen Handlungen dargestellt, die vom Musizieren über das Darbieten eines Bechers bis zum Griff zum Dolch reichen. Er schlägt vor, die männlichen Idole als Magier zu sehen.
Colin Renfrew stellte die verschiedenen Interpretationen und die Hinweise in den ursprünglichen Fundsituationen zusammen und kommt zum Schluss, dass es sich um Kult-Figuren handelt, die im Leben verwendet wurden, wobei die gelegentliche Beisetzung mit Verstorbenen zu den mit dem Kult verbundenen Ritualen gehörte. Die Sonderformen sitzender Figuren interpretiert er als Objekte in einem Schrein, Altar oder ähnlichen Situation, die üblicheren liegenden Idole als Votivgaben oder personale Repräsentanten eines Kult-Anhängers. Bei den seltenen großen Figuren diskutiert er die Verwendung an einem öffentlichen Ort, schränkt dies aber durch die Fundsituation in Gräbern ein, woraus er eine trotz der öffentlichen Verwendung enge Bindung an einen Besitzer annimmt. Bei allen Ausführungen legt er Wert darauf, dass alle Interpretationen als spekulativ zu gelten haben.
Aufgrund der relativen Seltenheit von Marmorfiguren in den Gräbern der frühen Kykladenkultur wurde diskutiert, dass Marmor möglicherweise nur wenigen Menschen zugänglich war, die Mehrzahl sich mit einfacherem Material begnügen musste und die angenommenen Figuren aus vergänglichen Materialien wie Holz nicht erhalten sind. Wenn also von einer wesentlich größeren Zahl an Figuren und der Verwendung durch jedermann ausgegangen werden darf, dann könnte es sich um die Überreste von Schreinen handeln, in denen Figuren von Göttinnen und solche von Anbetern aufbewahrt wurden. Beschädigungen würden dann darauf hindeuten, dass die Figuren bei Ritualen verwendet wurden. Die große Überzahl von weiblichen Figuren würde für eine besondere Rolle der Frau in der frühkykladischen Gesellschaft als Ursprung des Lebens stehen. Dem steht entgegen, dass das naheliegende Material Terracotta zwar in einem Fall aus dem Endneolithikum bekannt ist, aber zur Hochzeit der kykladischen Figuren völlig unbekannt war.

## Entwicklung

### Vorgänger
Die kanonischen Idole der frühen Bronzezeit vom Spedos-Typ und dessen Nachbarn haben noch im Neolithikum zwei sehr unterschiedliche Vorgänger (zur zeitlichen Einordnung siehe: Kykladenkultur).

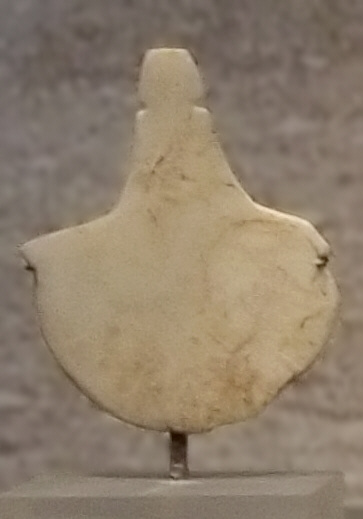
Abstraktes neolithisches Idol vom „Schultertyp“, vermutlich anatolischer Herkunft, Höhe 7,5 cm, Badisches Landesmuseum Karlsruhe
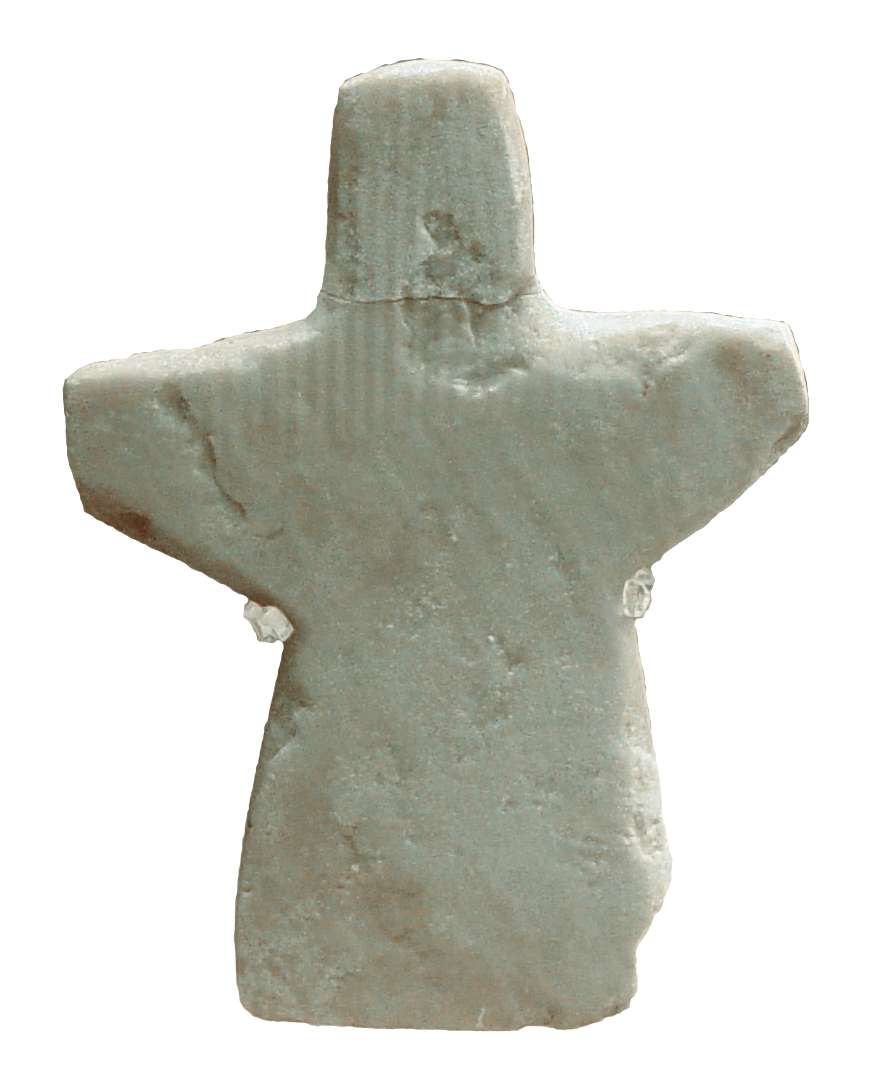
Idol vom „Violinentyp“ aus Akrotiri auf Santorin, Neues Archäologisches Museum Thera

Als ein Vorbild gelten kleine, abstrakte Figuren, deren Form nur begrenzt an Menschen erinnert. Sie sind zumeist nur zwischen fünf und wenig über zehn Zentimeter groß und werden nach dem Schulter- und dem Violinen-Typ unterschieden. Ersterer besteht aus einer stilisierten Schulterpartie mit einem Halsansatz. Letzterer kommt einer weiblichen Figur näher, mit Halsansatz und einem durch eine Taille gekennzeichneten Körper. In einigen Fällen sind Arme durch Ritzungen angedeutet. Sie sind aus Marmor oder aus keramischem Material und wurden sowohl auf den Inseln der Kykladen als auch auf dem griechischen und dem kleinasiatischen Festland gefunden. Jürgen Thimme leitet sie von gefundenen Natursteinen ab, insbesondere solchen, die am Strand gefunden und vom Meer abgeschliffen wurden. Er sieht wegen der Fundsituation zusammen mit meeresbezogenen Grabbeigaben in ihnen eine Meeresgottheit, die er mit der „Großen Göttin“ (siehe: Mutterarchetyp) gleichsetzt. Funde aus den 1990er Jahren in Akrotiri bestätigen diese These, da bearbeitete Idole dieses Typs zusammen mit völlig unbearbeiteten Natursteinen vergleichbarer Form gefunden wurden.
Das andere Vorbild sind anatolische Figuren hockender oder kauernder Frauen mit üppigen Formen, bei denen erstmals die verschränkten Arme auftreten, die für die späteren Kykladenidole typisch sind.
Neuere Funde von naturalistischen Köpfen aus Terracotta aus dem Endneolithikum von der Siedlung Kephala auf Kea könnten eine weitere Traditionslinie darstellen.

### Kanonische Idole
In der Grotta-Pelos-Kultur ab 3000 v. Chr. treten erstmals unmittelbare Vorläufer der kanonischen Idole auf. Sie haben bereits die schematisierten Gesichter, in denen nur noch die längliche Nase hervortritt, und ihre Beine erscheinen durch eine Kerbe getrennt. Die Funde aus dieser Zeit waren häufig schon bei der Herstellung oder kurz danach beschädigt und repariert worden, da die Künstler noch keine ausreichende Erfahrung hatten, welche Formen hinreichend stabil sind. Sie werden nach dem Plastirastyp und dem Lourostyp unterschieden. Der zweite ist stärker stilisiert, die Körperformen wirken aus dem Material herausgezogen. Einige Exemplare, die Übergangsformen zu den nachfolgenden Typen aufweisen, werden als Vorkanonische Idole zusammengefasst.
Mit der Keros-Syros-Kultur der Periode Frühkykladisch-II (etwa 2500 v. Chr.) ist die typische Grundform erreicht. Sie wird als kanonisch bezeichnet, weil die Proportionen der Figuren innerhalb der verschiedenen Typen konstant sind. Aus dieser Zeit liegen die meisten Funde vor. Die Größe der Figuren variiert von nur rund 10 cm bis etwa 50 cm. Außergewöhnlich groß sind eine Figur mit 89 cm und eine mit 148 cm. Darüber hinaus wurden mehrere Köpfe von beinahe Lebensgröße gefunden, von denen unbekannt ist, ob sie je zu vollständigen Körpern gehörten. Typisch sind 20–35 cm. Nach den Fundorten und den stilistischen Merkmalen werden vier Hauptformen unterschieden, deren Periodisierung von Colin Renfrew in den 1960er Jahren vorgenommen wurde. Demnach ist der Kapsalatyp als zeitlich erster, der Spedostyp und der Dokathismatatyp als gleichzeitig und der Chalandrianityp als Abschluss anzusehen. Signifikant weicht in derselben Zeit der Koumasatyp mit flachen, geschlossenen Formen ab, der nur auf Kreta gefunden wurde.

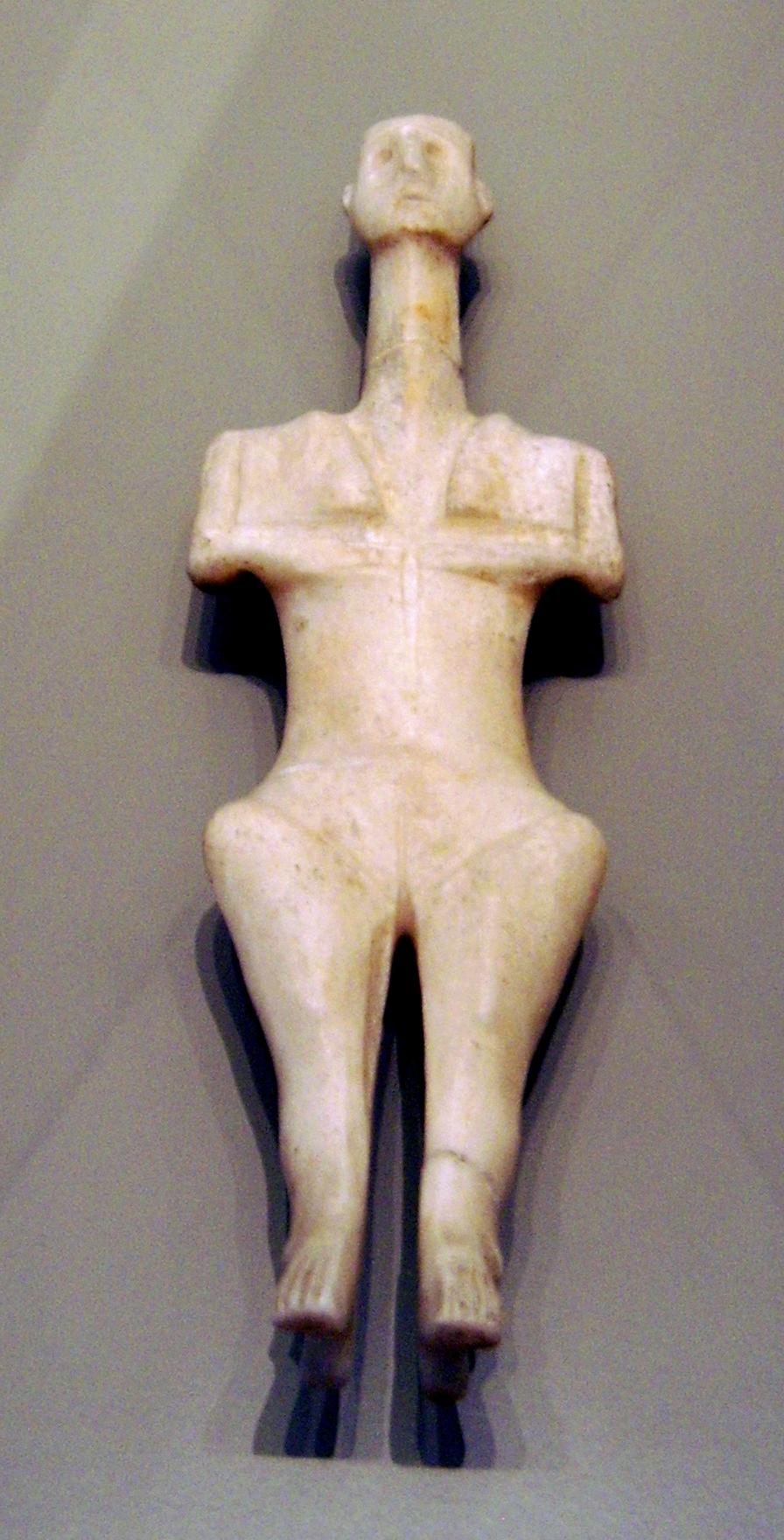
Idol vom „Plastirastyp“ von der Insel Delos?, Altes Museum: Antikensammlung Berlin
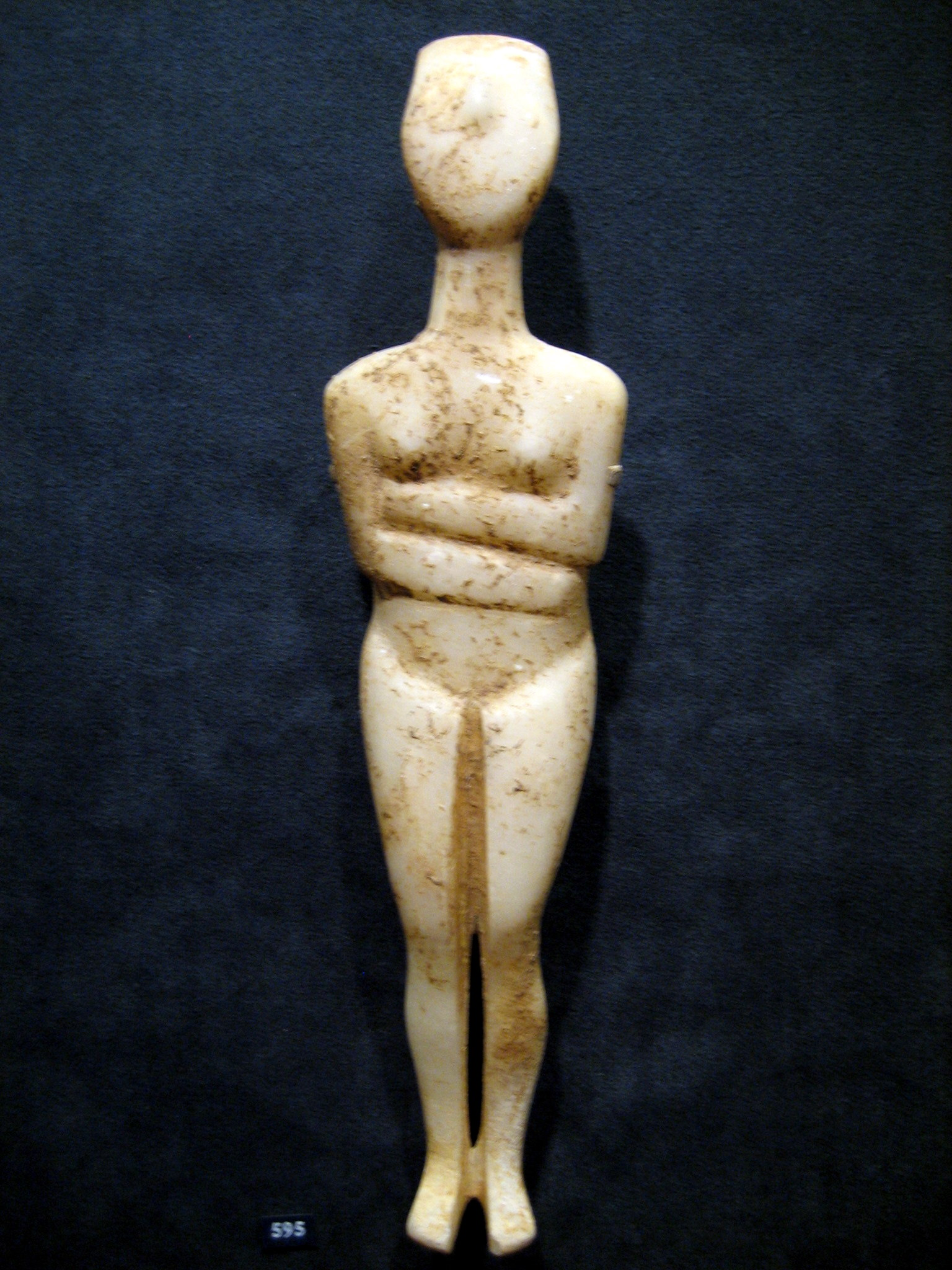
Kanonisches Kykladenidol „Kapsalatyp“ von der Insel Paros?, 25.2 cm, Goulandris Museum Athen
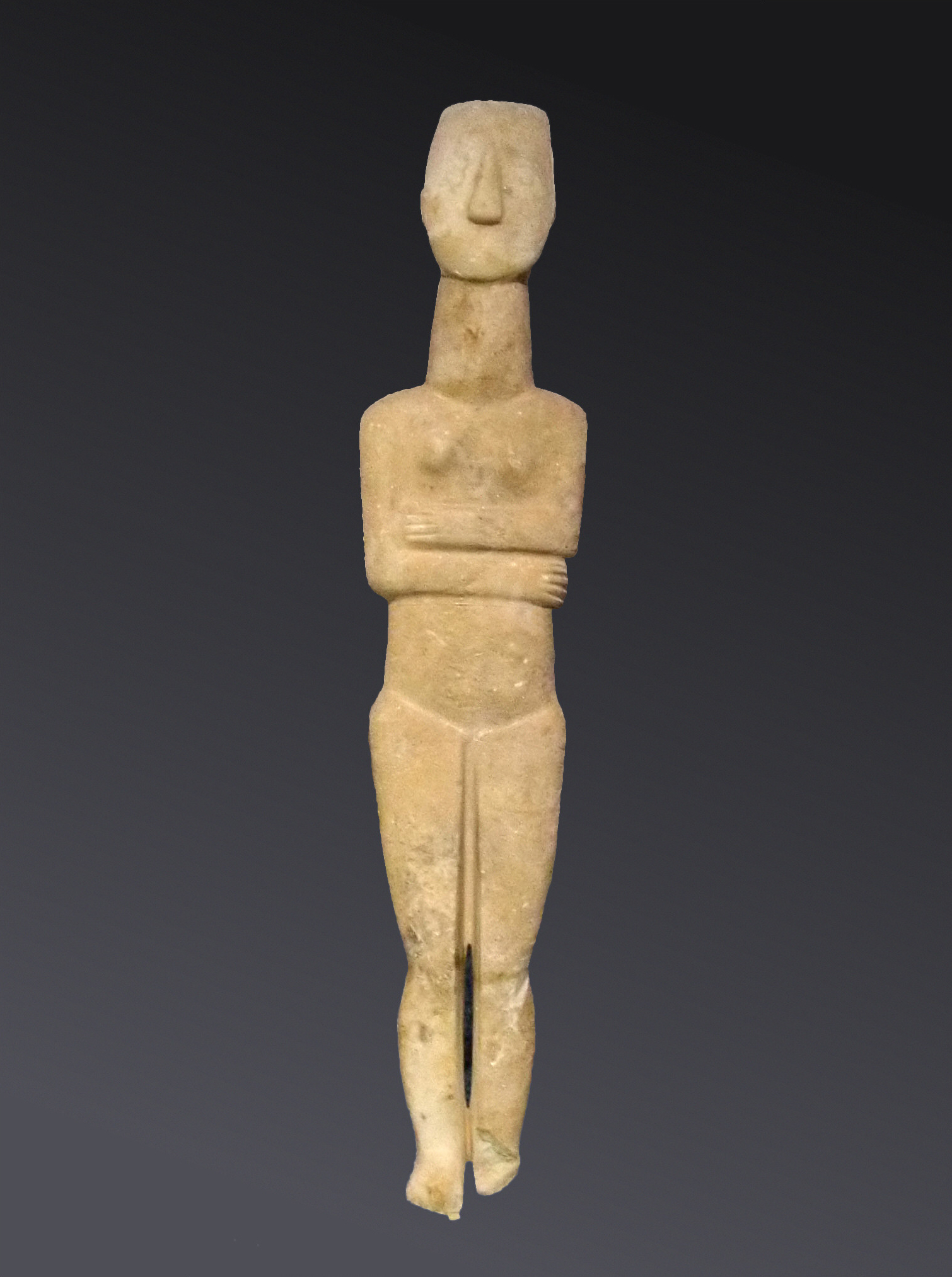
Idol vom frühen „Spedostyp“, 88,8 cm, Archäologisches Nationalmuseum Athen
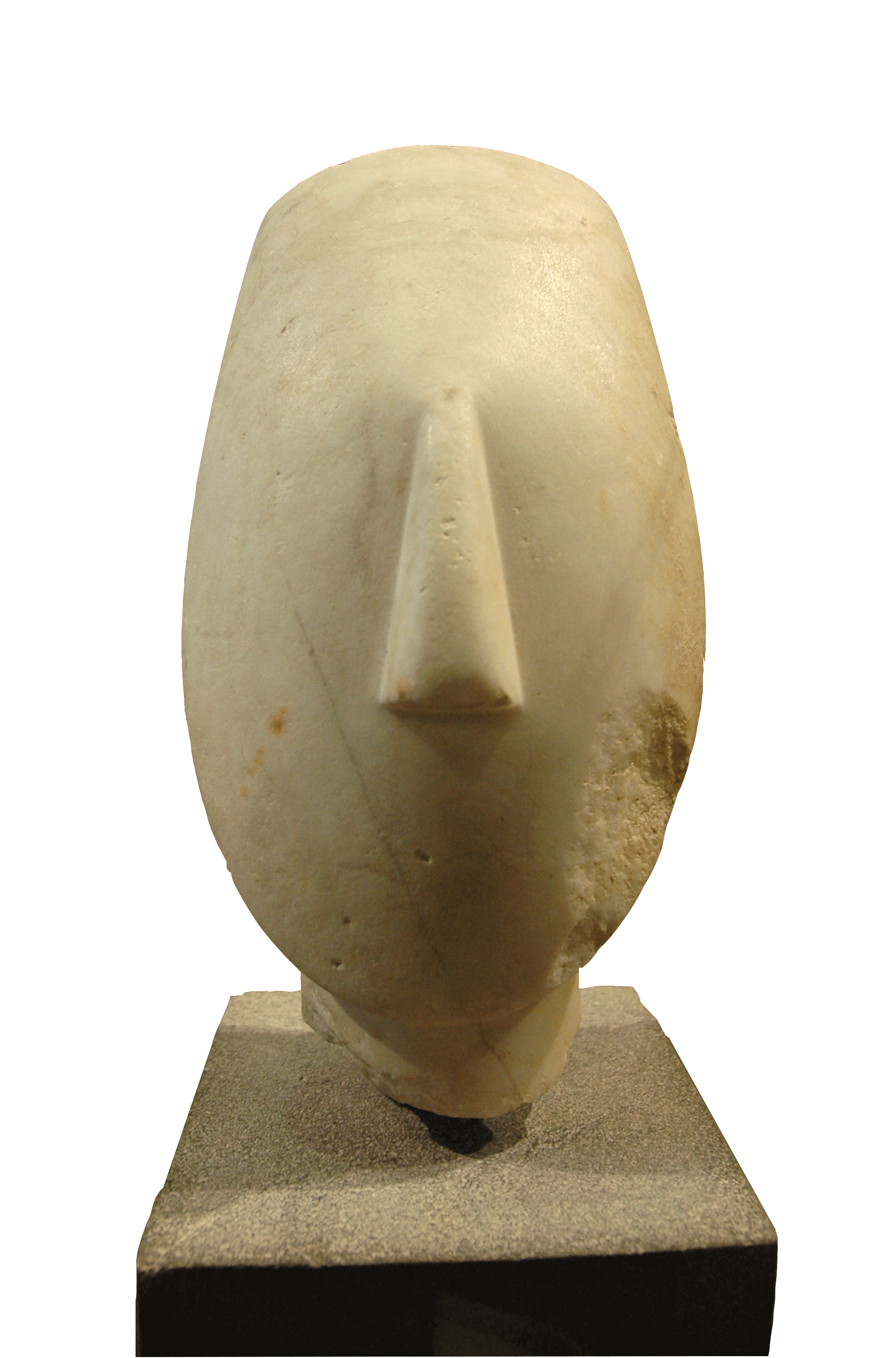
Kopf eines fast lebensgroßen Idols „Spedostyp“, 27 cm, Louvre Paris
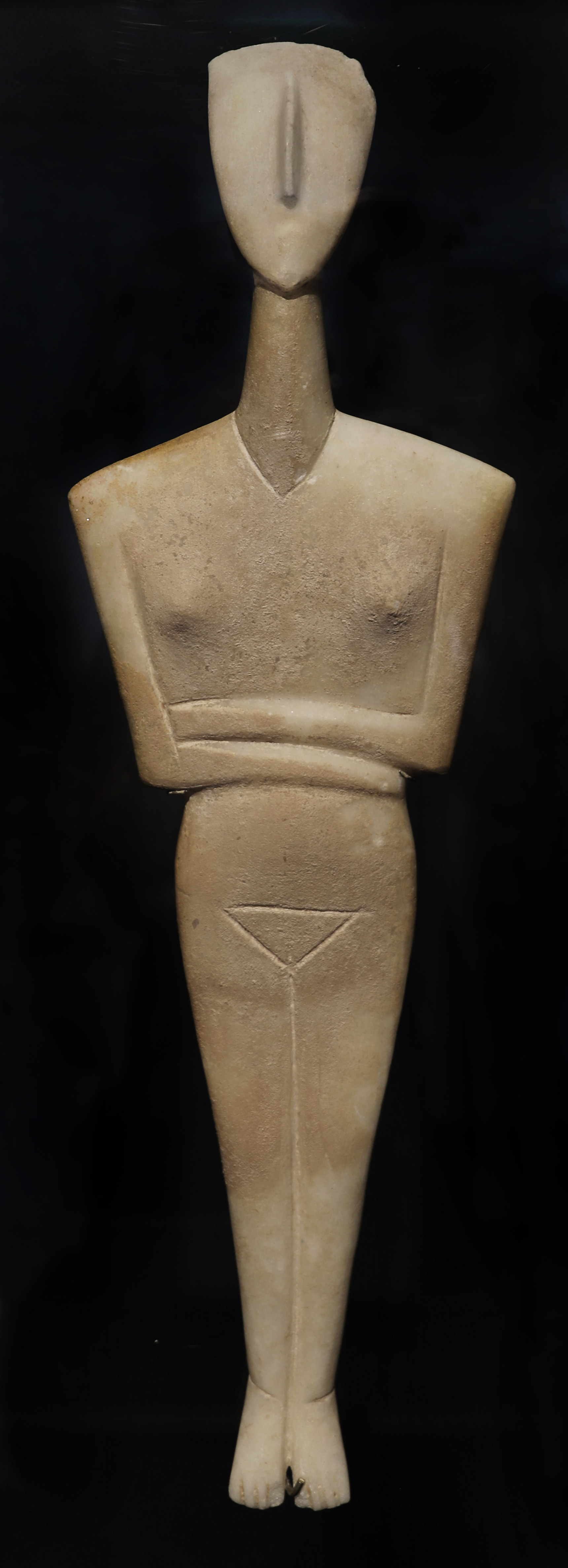
Kanonisches Idol „Dokathismatatyp“ von Naxos?, ca. 35 cm, Goulandris Museum Athen
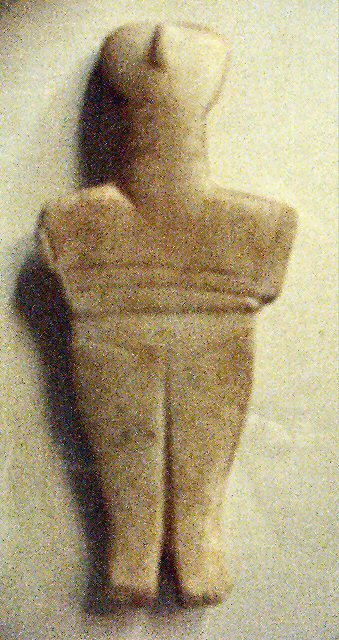
Idol vom kretischen „Koumasatyp“, Archäologisches Museum Iraklio
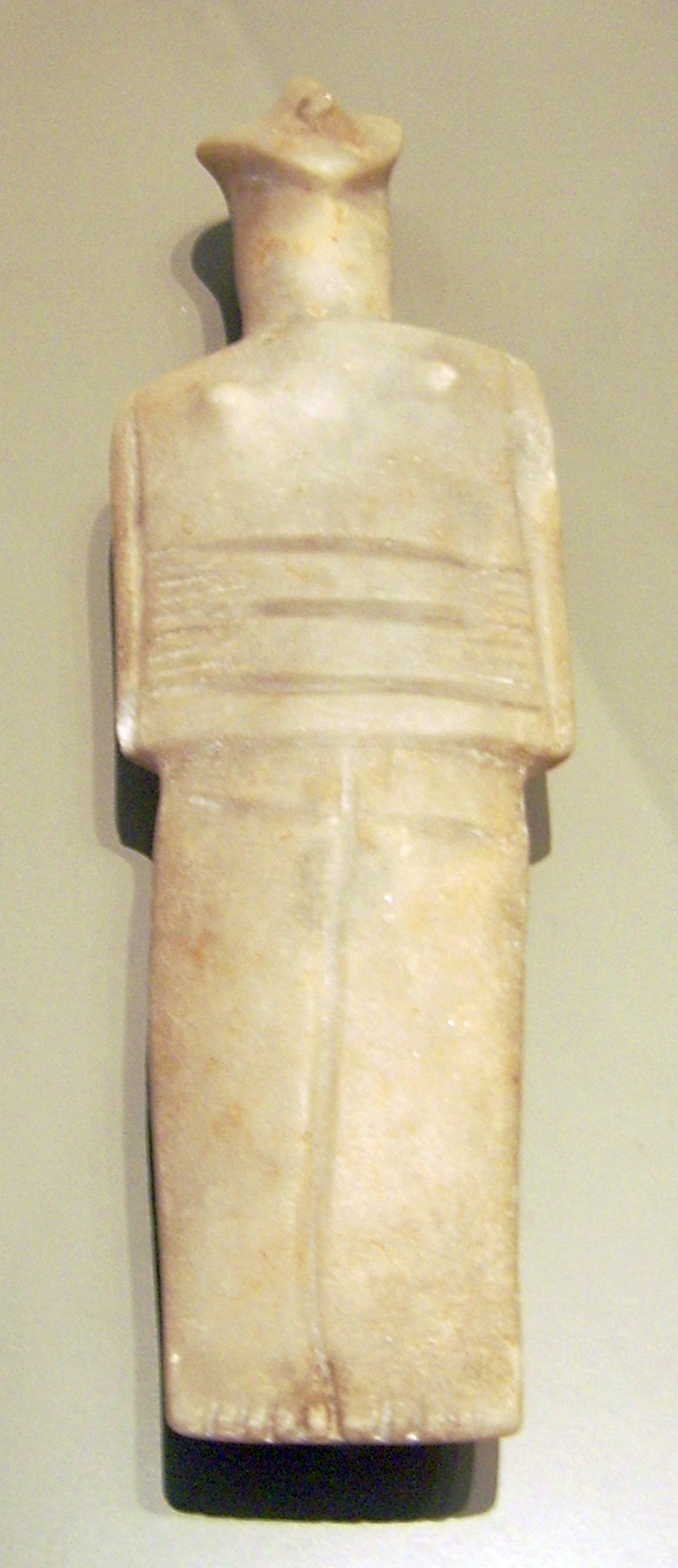
Nachkanonisches Idol gefunden auf Seriphos, Altes Museum: Antikensammlung Berlin
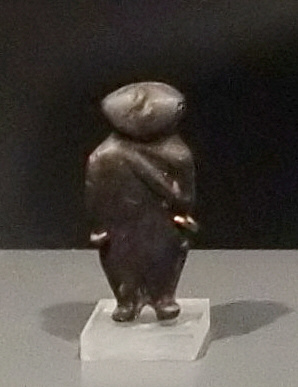
Nachkanonisches Idol aus schwarzem Stein, möglicherweise anatolisch unter kykladischem Einfluss, 4,8 cm, Badisches Landesmuseum Karlsruhe

Die Idole vom Kapsalatyp sind an allen Teilen rundplastisch geformt, der Kopf ist eher plump, die Brüste sind deutlich und stehen weit auseinander. Die Schultern sind rund und nur wenig breiter als die Hüfte. Durch die leicht angezogenen Kniegelenke sind die Figuren eindeutig als liegend gekennzeichnet. Kein Idol dieses Typs hat ein eingeritztes Schamdreieck.
Die häufigsten Funde sind solche vom Spedostyp. Er zeichnet sich aus durch rundliche Formen mit einem dicken Kopf. Die Wangen sind dessen breitester Teil, der Scheitel wirkt meist horizontal abgeschnitten. Die geraden Schultern bei einer schmalen Taille ergeben einen trapezförmigen Oberkörper. Die Schenkel sind wieder breiter als die Taille. Nur bei wenigen großen Figuren dieses Typs ist ein Schamdreieck eingeritzt. Relativ häufig kommen schwangere Frauen vor.
Der gleichzeitige Dokathismatatyp zeichnet sich durch eine elegante Kombination von geometrischen und geschwungenen Formen aus. Während der Oberkörper hier wie mit dem Lineal konstruiert wirkt, sind Hals und Kopf langgestreckt und die Kopfform läuft nach oben hin auseinander. Die Brüste sind klein und stehen weit auseinander, fast alle Figuren dieser Form haben ein eingeritztes Schamdreieck.
Der zeitlich späteste Chalandrianityp ist gekennzeichnet durch harte geometrische Formen. Die Brust ist fast quadratisch, die Schultern sehr gerade und die breiteste Stelle der Figur. Von ihnen bis zu den schmalen Füßen bildet der Umriss des Idols ein Dreieck. Ebenfalls dreieckig ist der stark stilisierte Kopf.
Die kretischen Figuren vom Koumasatyp sind klein und weisen einen geometrischen Umriss und eine flache Oberfläche auf. Damit wirken sie sehr stilisiert. Sie gelten als minoische Nachahmung der kykladischen Idole; aufgrund der großen Ähnlichkeit mit dem Dokathismata- und dem Chalandrianityp wird eine eher späte Entstehungszeit angenommen.

### Nachkanonische Figuren
Mit der Kastri-Kultur am Ende der Periode Frühkykladisch-II oder dem Anfang von Frühkykladisch-III rund um 2200 v. Chr. lösen sich die strengen Formen der kanonischen Zeit auf. Die Armhaltung wird variiert, mal greift ein Arm diagonal über den Oberkörper, während der andere horizontal liegt. Auch sind die Arme zuweilen nicht mehr verschränkt, sondern die Hände berühren sich wie in einigen vorkanonischen Stilen vor der Brust. Auch die verwendeten Materialien werden vielfältiger. Neben Marmor und einem schwarzen Stein sind aus dieser Zeit zudem erstmals zwei Figuren aus einem Metall, hier aus Blei, bekannt geworden.

### Sonderformen

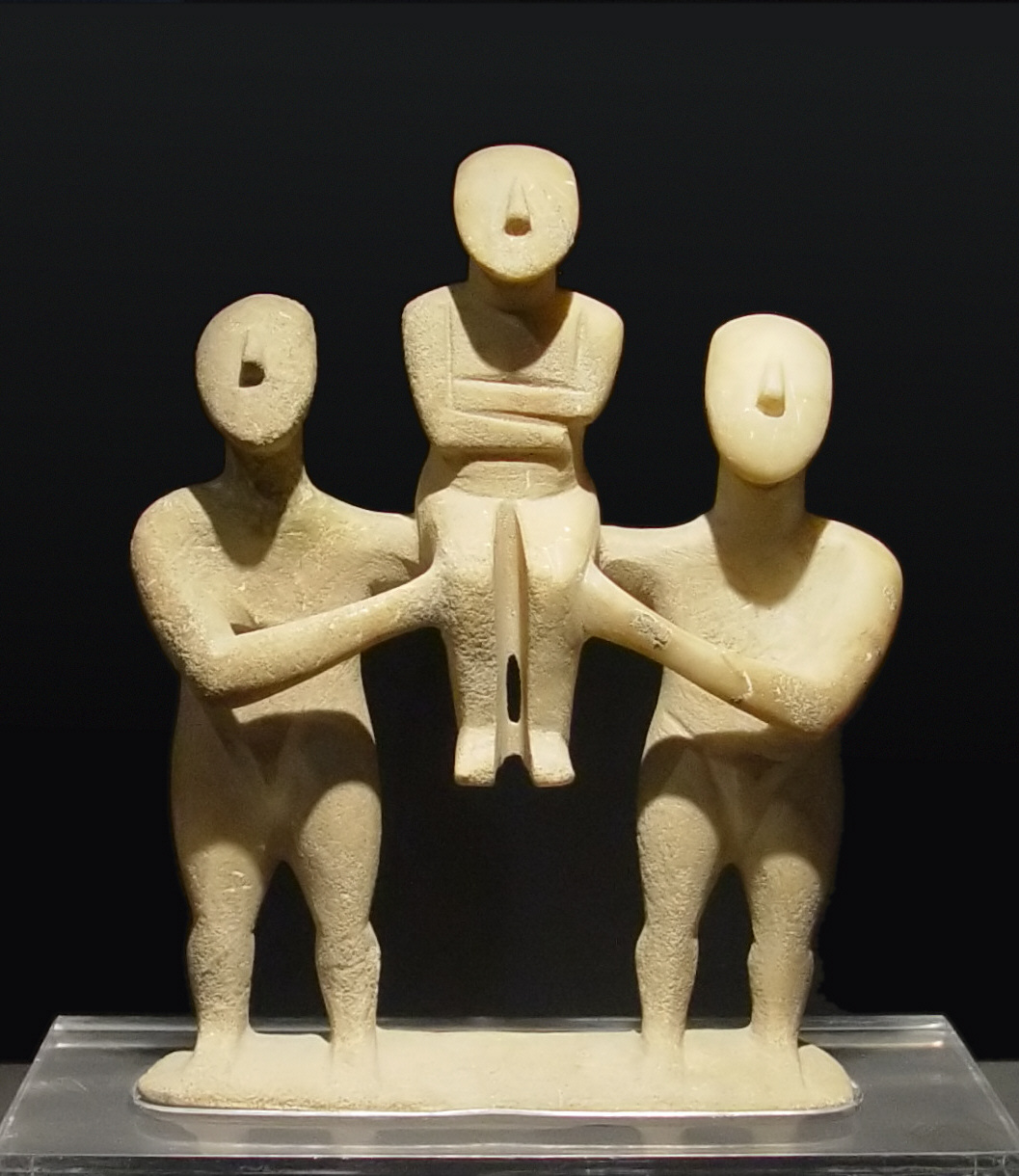
Figurengruppe Höhe 19 cm, Badisches Landesmuseum Karlsruhe
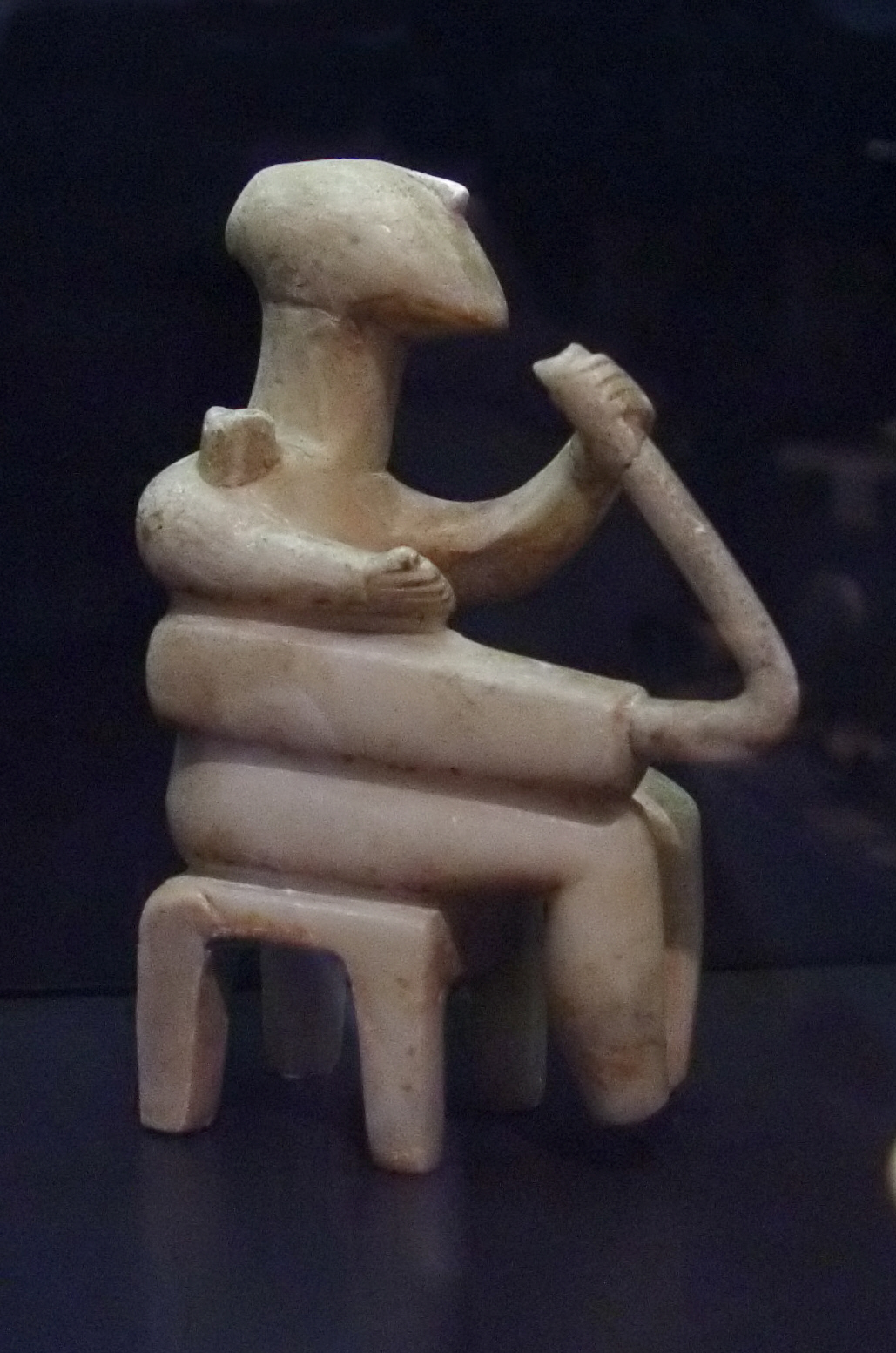
Harfenspieler 13,5 cm, Fundort Santorin, Badisches Landesmuseum Karlsruhe
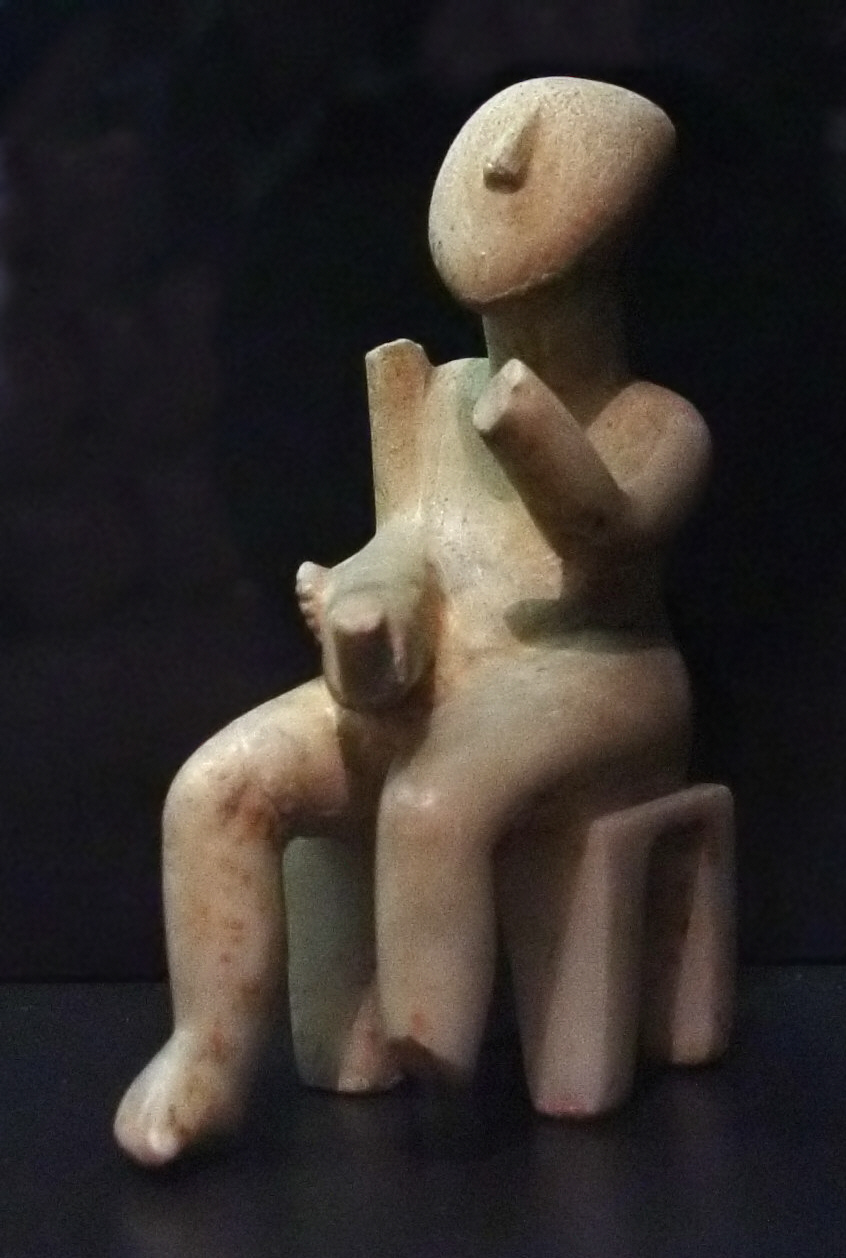
Harfenspieler 15,6 cm, Fundort Santorin, Badisches Landesmuseum Karlsruhe
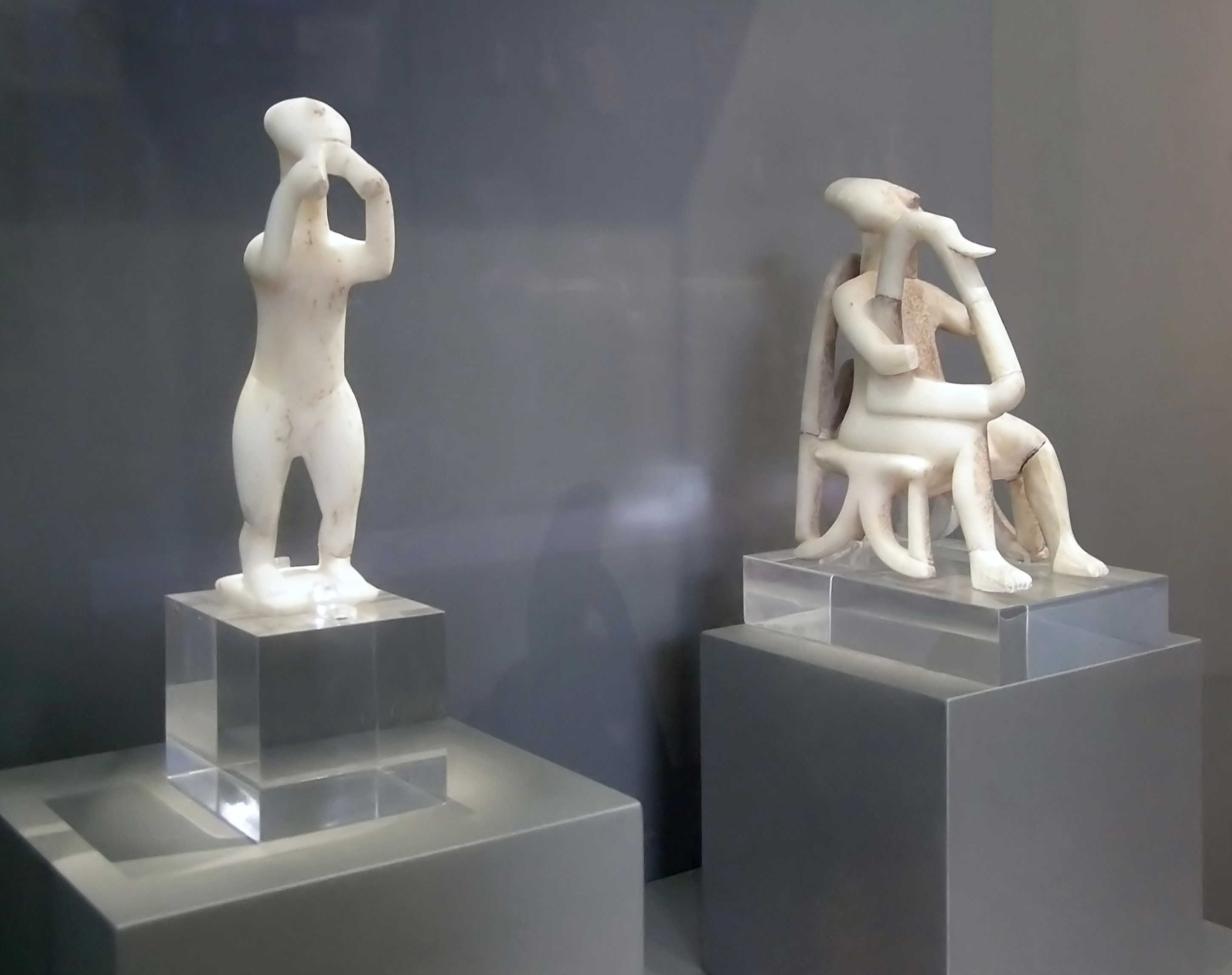
Aulos- und Harfenspieler, Archäologisches Nationalmuseum Athen

Nur sehr wenige Kykladenfiguren weichen vom typischen Muster der stehenden oder gerade liegenden weiblichen Figur ab. Ein paar wenige Figuren sind männlich. Den künstlerischen Höhepunkt stellen aber die ausnahmsweise vorkommenden Figurengruppen oder Figuren in besonderen Tätigkeiten dar. Sie werden alle der kanonischen Zeit und dem Spedostyp zugerechnet.

## Rezeption
Die ersten kykladischen Figuren wurden bereits um die Wende vom 18. zum 19. Jahrhundert gefunden. Nur wenige genossen die Wertschätzung der damaligen Kunstwelt. Die beiden oben abgebildeten Harfenspieler von der Insel Santorin fanden bereits 1853 den Weg in die Sammlung des Großherzogs von Baden, Friedrichs I., die traditionellen Figuren galten damals aber noch als „unbeholfene Erstlingswerke der Rundplastik in Stein“. Ein anderes Urteil lautete: „Wir mögen nicht jene kleinen […] Scheusale aus Marmorsplittern anführen, die an verschiedenen Orten, namentlich auf den Inseln gefunden worden sind.“
Dies änderte sich erst mit dem Aufkommen der abstrakten Kunst im 20. Jahrhundert. Die Kykladenidole wurden wiederentdeckt: „Technisch und stilistisch überraschen die kykladischen Werke durch die Wahl des edlen Materials und die Sicherheit seiner Bearbeitung, die raffinierte und meisterhafte Gliederung räumlicher Gebilde“ sowie „eminent plastischen Charakter“.
Künstler, die sich der Moderne verpflichtet fühlten, griffen die prähistorische Bildsprache auf und schufen Werke in der Tradition der Kykladenidole. Hans Arp reiste nach Griechenland und studierte die Kykladenkultur vor Ort. Auch Constantin Brâncuși orientierte sich bei seinen Plastiken an den wiederentdeckten Vorbildern.
Seit den 1960er Jahren war die Wertschätzung der Kykladenidole so weit entwickelt, dass auf den internationalen Kunstmärkten Fälschungen auftraten. Museen und Privatsammler zahlten bis zu 100.000 DM für eine Figur. Außerdem fanden auf allen Inseln zahlreiche Raubgrabungen statt. Der Markt brach nach der Aufdeckung der Fälschungen zunächst zusammen, und auch die illegalen Grabungen ließen in der Folge nach. 1970 ging die UNESCO mit dem Übereinkommen über Maßnahmen zum Verbot und zur Verhütung der unzulässigen Einfuhr, Ausfuhr und Übereignung von Kulturgut gegen die Antikenhehlerei vor.
Gleichzeitig erreichte die wissenschaftliche Erforschung der Figuren einen Höhepunkt. Maßgeblich war 1976 die Ausstellung Kunst und Kultur der Kykladeninseln im 3. Jahrtausend vor Christus im Badischen Landesmuseum in Karlsruhe. Zur Vorbereitung der Ausstellung wurden Veröffentlichungen verschiedener Disziplinen, von der Archäologie über die Kunstgeschichte bis hin zur Geologie und zur Geografie, zusammengetragen. Die Ausstellung war stark durch Objekte aus Raubgrabungen geprägt, weshalb die griechischen Sammlungen keine Exponate zur Verfügung stellten. Dafür stammten Objekte aus fast alle großen Museen der westlichen Welt und von vielen Privatsammlern, die Stücke auf dem Kunstmarkt aus schwarzen Quellen erworben hatten. Der Katalog führt 581 Exponate auf und ist bis heute die beste Zusammenstellung griechischer Kunst der Bronzezeit.
Die bedeutendste Einzelsammlung von Kykladenidolen wurde von dem griechischen Reeder Nicholas Goulandris und seiner Frau Dolly zusammengetragen. Die Kunstsammler hatten es sich insbesondere zur Aufgabe gemacht, den schwarzen Markt auszutrocknen, daher befinden sich diesem Bestand viele Stücke, die dem Keros-Hort zugerechnet werden. Die Sammlung wurde 1978 erstmals öffentlich zugänglich gemacht und von 1979 bis 1984 in Teilen in Washington, D.C., Tokio und London ausgestellt. Seit 1986 ist sie der Kern des Goulandris-Museums für kykladische Kunst in Athen.
In den folgenden Jahrzehnten expandierte der Kunstmarkt weiter. 2010 erzielte ein Kykladendiol des Spedos-Typs aus einer Schweizer Privatsammlung bei Christie’s in New York einen Preis von 16.882.500 Dollar. Andererseits wuchs das Verständnis für Restitutions-Forderungen. Als das Badische Landesmuseum für 2011 eine erneute Kykladen-Ausstellung vorbereitete, verweigerten die griechischen Museen erneut alle angefragten Leihgaben und Griechenland verlangte die Rückgabe von Objekten aus Raubgrabungen. Im Juni 2014 gab das Badische Landesmuseum ein weibliches Kykladenidol und eine Griffschale aus Chloritschiefer an das Archäologische Nationalmuseum in Athen zurück.